# Шапиро, Рона
Рона Шапиро (англ. Rona Shapiro; Пустой шаблон {{ВД-Преамбула}} ) — первая женщина-раввин, возглавившая консервативную синагогу в Кливленде в 2007 году, когда она стала раввином общины Бетайну в Пеппер-Пайк.

## Биография
Шапиро была рукоположена Еврейской теологической семинарией Америки в 1990 году. С 1990 по 1999 год она работала исполнительным директором Гилеля в Университете Беркли и в течение семи лет была старшим научным сотрудником Ma’yan: The Jewish Women’s Project на Манхэттене, прежде чем переехать в Кливленд. В течение шести из этих лет она также служила в общине Агудас Ахим в Остине, штат Техас, путешествуя туда во время значимых еврейских праздников. Она написала главу для сборника 2000 года «Женский комментарий к Торе: новые взгляды женщин-раввинов на 54 недельных главы Торы».
В 2011 году большинство прихожан общины Бетайну в Пеппер-Пайк переехали в общину Бней Йешурун, которая также находится в Пеппер-Пайк, поскольку община Бетайну была выставлена на продажу. Затем Шапиро стала раввином в общине Бней Йешурун. В 2013 году она вышла из общины Бней Йешурун и стала первой женщиной-раввином Бней Яаков, консервативной синагоги в Нью-Хейвене, штат Коннектикут.
В 2016 году издание The Forward назвало Шапиро одним из самых вдохновляющих раввинов Америки. Она также является участницей Инициативы раввинского лидерства Института Шалома Хартмана и Института еврейской духовности. Она проживает в Вудбридже, штат Коннектикут, со своим мужем Дэвидом Франклином; пара — родители двух дочерей.